# Borecké jezero
Borecké jezero je jezero vzniklé v 90. letech 20. století zatopením pískovny v lese Borek mezi Císařskou Kuchyní, Mochovem a Přerovem nad Labem v okrese Praha-východ ve Středočeském kraji v Česku. Má rozlohu 0,095 ha. Je 50 m dlouhé a 25 m široké. Leží v nadmořské výšce 197 m.

## Okolí
Okolí jezera je porostlé lesem Borek. V jezeře se předpokládá výskyt rostlin a živočichů typických pro tento biotop. K odbornému průzkumu však do dnešních dní nedošlo. Na západní straně za tokem řeky Výmola na les Borek navazuje druhá vytěžená pískovna Cucovna, která byla v 80. letech zaplavena. Dnes je oblíbeným hnízdištěm vodních ptáků a uvažuje se o vyhlášení tohoto místa přírodní památkou.

## Vodní režim
Jezero nemá povrchový přítok ani odtok. Náleží k povodí Výmoly.

## Přístup
K jezeru nevede žádná značená cesta. Okolní les je přístupný po polních cestách:
- od Přerovem nad Labem kolem Svatovojtěšské studánky a kaple svatého Vojtěcha
- od silnice III/2454 mezi Císařskou Kuchyní a Přerovem nad Labem
- od Cucovny
- od ulice U Čističky z Mochova přes silnici II/611

## Historie
Podobně jako další pískovny v Polabí, i ta na Borku byla využívána zejména v 70. letech 20. století k těžbě písku určeného pro výstavbu pražského metra. Po vytěžení písku v 80. letech byla vzniklá prohlubeň nejprve využívána jako skládka komunálního odpadu, později byla zavezena a výše uvedeným způsobem rekultivována.
Název Borecké jezero vznikl uměle postupnou editací hesla na Wikipedii a v povědomí místních obyvatel nemá žádnou oporu. Místu se říkalo "pískovák" nebo "pískovna". Nízká hladina spodní vody udržuje na dně vyhloubené plochy rákosí, ale kromě krátkých období po vydatných deštích se zde žádná vodní plocha nenachází.